# Кім (роман)
«Кім» (англ. Kim) — шпигунський роман британського письменника Редьярда Кіплінга, спочатку виданий частинами у журналах McClure's Magazine (грудень 1900 р. — жовтень 1901 р.) та Cassell's Magazine (січень — листопад 1901 р.), і в жовтні 1901 виданий Macmillan Publishers окремою книгою. Найвідоміший твір письменника. Належить до типового жанру «едвардіанської літератури» — пригодницький роман для юнаків.
Події відбуваються у проміжку між другою англо-афганською війною 1881 року, та третьою англо-афганською війною 1919 року, десь від 1893 до 1898 року.
Роман відомий детальним описом портретів людей, культури та різноманітних релігій Індії. "У цій книзі представлена яскрава картина Індії, її колосальних популяцій, релігій та забобонів, а також життя базарів та дороги.

## Сюжет
Головний герой — Кімбол О'Хара — лахорський хлопчик-сирота, син ірландського солдата та бідної ірландської матері, що залишився в Індії, коли полк його батька повернувся додому в Ірландію. Він заробляє на життя вуличним жебрацтвом та виконанням доручень пуштунського торговця кіньми Махбуба Алі. Кім настільки зрісся з місцевою культурою, що місцеві жителі не бачать в ньому білого хлопчика.
В середині сюжету з'ясовується, що афганський купець пов'язаний з британською розвідкою. Від нього Кім дізнається про Велику гру за володіння Внутрішньою Азією, яку ведуть між собою британський та російський уряди. (Саме після публікації роману цей термін увійшов у широкий вжиток).
На початку романа Кім стає учнем мандрівного лами з Тибетського монастиря Сач-Зен, а Махбуб Алі направляє його з секретним дорученням до британського командування в Амбалі.
Вони подорожують по великому колісному шляху.
Подорожуючи разом із ламою, Кім зустрічає полк, в якому служив його батько. Полковий капелан, упізнавши в Кімові покійного батька, направляє його на навчання в католицьку школу в Лакхнау, а оплату за навчання бере на себе лама. Під час шкільних канікул Кім подорожує по Індії, а потім долучається до ремесла розвідника-пандита. Цю підготовку курирує полковник Крейтон зі служби британської етнологічної розвідки. По закінченні школи Кіма направляють з місією в Гімалаї, де він повинен перехитрити російських агентів і отримати їхні секретні документи.

## Українські переклади
- Ред'ярд Кіплінґ, «Кім». Переклад з англійської: Юлія Джугастрянська за редакцією Володимира Чернишенка. Тернопіль: НК-Богдан. 2017. 256 стор. ISBN 978-966-10-4755-5
- Ред'ярд Кіплінґ, «Кім». Переклад з англійської: Євген Тарнавський. Київ: Знання. 2018. 335 стор. ISBN 978-617-07-0613-3